# Stole Dimitrievski
Stole Dimitrievski (în macedoneană Столе Димитриевски), (n. 25 decembrie 1993), este un fotbalist macedonean care joacă pe postul de portar pentru clubul spaniol Valencia în La Liga.
După ce și-a început cariera la Rabotnički în 2010, a petrecut cea mai mare parte a carierei sale în Spania. Dimitrievski a strâns 26 de selecții pentru Macedonia de Nord, la nivel de tineret, și a debutat la naționala mare în 2015.

## Cariera pe echipe

### Cariera timpurie
Născut la Kumanovo, Dimitrievski ajucat la grupele de tineret ale lui FK Rabotnički și și-a făcut debutul pentru club la 24 octombrie 2010, într-o victorie scor 2-0 împotriva lui FK Vardar.
Dimitrievski a fost titular pe postul său pentru Rabotnički în sezonul 2011-2012, jucând pentru echipă și în UEFA Europa League. La 23 august 2011 a semnat un contract cu Udinese din Seria A, fiind lăsat la Rabotnički până în decembrie 2011.

### Granada
La 30 decembrie 2011, Dimitrievski a fost împrumutat la Cádiz CF. Aici a jucat doar la echipa a doua din Tercera División și s-a transferat la o altă echipă a doua, Granada CF B în vara anului 2012. La 12 octombrie 2013, el a fost ultimul dintre cei trei jucători ai echipei care au fost eliminați într-o înfrângere cu 2-1 cu Atlético Sanluqueño CF din acel sezon de Segunda División B.
La 23 august 2014, după ce a profitat de suspendarea lui Roberto și de accidentarea lui Oier Olazábal, Dimitrievski și-a făcut debutul la prima echipă - și în La Liga - fiind titular într-o victorie de 2-1 împotriva lui Deportivo de La Coruña.

### Gimnàstic
La 16 august 2016, Dimitrievski a semnat un contract de doi ani cu  Gimnàstic de Tarragona din Segunda División, ca acoperire pentru Manolo Reina care era accidentat. El și-a făcut debutul pentru catalani pe 7 septembrie în a doua rundă a Copa del Rey, o victorie cu 1-0 în prelungiri acasă la CD Numancia.
După ieșirea din formă a lui Sebastián Saja, Dimitrievski a devenit titular în octombrie 2016, însă doar până în decembrie, când Reina și-a revenit. La 13 august 2017, după plecarea acestuia, și-a prelungit contractul până în 2020.

### Rayo Vallecano
La 31 august 2018, Dimitrievski a fost împrumutat la Rayo Vallecano din La Liga, timp de un an. Inițial a fost rezerva lui Alberto García, dar a devenit prima alegere de portar a clubului în noiembrie.
La 31 ianuarie 2019, Dimitrievski a semnat un contract permanent pe trei ani și jumătate cu clubul din Madrid.

## Cariera la națională
După ce a reprezentat Macedonia la sub 17 ani, sub 19 ani și sub 21 ani, Dimitrievski și-a făcut debutul internațional complet pe 12 noiembrie 2015, începând ca titular într-un amical cu Muntenegru scor 4-1 pe Arena Philip II.